# Marcelino Usatorre Royo
Marcelino Usatorre Royo (Lekeitio, 2 de juny de 1902-Moscou, 28 de juliol de 1966) va ser un militar basc.

## Biografia
Nascut en la localitat biscaïna de Lekeitio el 2 de juny de 1902, després de l'esclat de la Guerra civil es va unir a les Milícies republicanes. Durant la contesa va arribar a ser comandant de la 122a Brigada Mixta i posteriorment de la 27a Divisió, aconseguint el rang de tinent coronel en l'Exèrcit Popular de la República. Militant d'ideologia comunista, al final de la contesa es va exiliar a la Unió soviètica al costat d'altres comandaments comunistes de l'Exèrcit republicà.
A la Unió Soviètica va arribar a assistir a una acadèmia militar, encara que no va prendre part en la Segona Guerra Mundial.
Va morir a Moscou el 28 de juliol de 1966.

## Família
Va tenir un germà, Mikel, que durant la Segona guerra mundial va col·laborar amb l'Exèrcit nord-americà.